# Potamonautes rukwanzi
Potamonautes rukwanzi é uma espécie de crustáceo da família Potamonautidae.
É endémica do Uganda.
Os seus habitats naturais são: lagos de água doce.